# 起請文

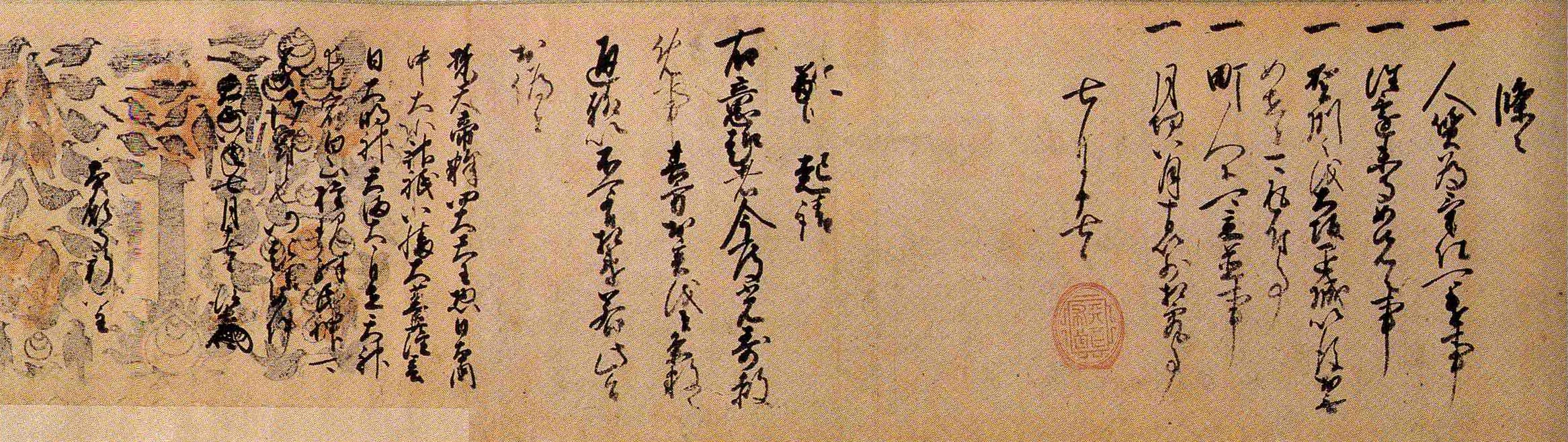
織田信長起請文
天正8年（1580年）の石山合戦終結後、石山本願寺の顕如との間で交わされたもの。西本願寺所蔵。

起請文（きしょうもん）は、日本でかつて作成されていた、人が契約を交わす際、それを破らないことを神仏に誓う文書である。単に起請ともいう。

## 概要
本来、「起請」とは、「主君などに発起した事柄を申請する文書」をいい、そこから神仏にかけて誓を立て、請い奉ることを指すようになった。
起請文は、まず約束や契約の内容を書き、次に差出者が信仰する神仏の名前を列挙し、最後に、約束を破った場合にはこれらの神仏による罰を受けるという文言を書く。後二者を「神文（しんもん）」または「罰文（ばつぶん）」といい、契約内容を書いた部分を神文の前に書かれることから「前書（ぜんしょ）」という。
鎌倉時代後期ごろから、起請文は各地の社寺で頒布される牛王宝印（ごおうほういん。牛玉宝印とも書く）という護符の裏に書くのが通例となった。ここから、起請文を書くことを「宝印を翻す」ともいう。特に熊野三山の牛王宝印（熊野牛王符）がよく用いられ、熊野の牛王宝印に書いた起請文の約束を破ると熊野の神使であるカラスが3羽死に地獄に堕ちると信じられ熊野誓紙と言われた。
戦国時代には各地に戦国大名などの地域権力が出現し、戦国大名の成長に伴い大名領国同士は国境を接し、軍事同盟の締結や合戦など大名同士の外交関係が顕著になり、軍事同盟の締結や合戦の和睦に際しては双方の信頼を確認するため双方で起請文を交わした（例、「天正壬午起請文」）。

## 南蛮誓詞
江戸時代、幕府のキリスト教禁止令下で、棄教したキリシタン（転びキリシタン）は、日本の神仏に対する起請文（日本誓詞）だけではなく、キリスト教の神（デウス）や天使、聖人に対して棄教することを誓う起請文（南蛮誓詞）にも血判させられた（むしろ日本誓詞は用いられないこともあり、南蛮誓詞が主だった）。
棄教の意思を確認させる物として有名な物に踏み絵があるが、実際にはこれらの誓詞の方が重要で、幕末から明治初期に起こった浦上四番崩れでも、踏み絵は一切用いられず南蛮誓詞に血判させている。

## 備考
- 西日本では天照大神が書かれているのが一般的だが、中世東国では稀な例とされる[2]。このことに関する考察として、新田一郎は、天照大神が「虚言をおっしゃる神」であり、天照大神が大国主を騙して国土をとった神ゆえ、そのような神に誓うことはできないとする思考が東国人にはあった（『貞永式目』起請文の注釈による）とする[3]。
- 能の曲目の一つ「正尊」では、源頼朝の密命を受けた土佐坊正尊が源義経を討つために上洛するも、それを見破られていたため、討ちに来たのではないとする偽の起請文を読み上げるも、それすら見破られていたという内容であり[4]、このことからも「正尊」の作者である観世長俊の時代（戦国時代）には起請文が必ずしも守られるものではないという認識が見られる。
- 『葉隠』聞書第一・98には、諸岡彦右衛門という26歳の武士が主君の神文（起請文）にせよと言う言葉に、「侍の一言は金鉄より堅い」として、「自身の決定は仏神が及ばるまじ」として拒む例が記述されている。

## 参考図書
- 佐藤弘夫『起請文の精神史-中世世界の神と仏』（講談社選書メチエ、2006年） ISBN 4062583607